# Ozola occidentalis
Ozola occidentalis är en fjärilsart som beskrevs av Louis Beethoven Prout 1916. Ozola occidentalis ingår i släktet Ozola och familjen mätare. Inga underarter finns listade i Catalogue of Life.